# جحشر (ملحان)

تعديل مصدري - تعديل

جحشر هي إحدى قرى عزلة همدان بمديرية ملحان التابعة لمحافظة المحويت، بلغ تعداد سكانها 369 نسمة حسب تعداد اليمن لعام 2004.